# Артуро Альварес
Хосе Артуро Альварес Ернандес (ісп. José Arturo Alvarez Hernandez; нар. 28 червня 1985, Х'юстон, Техас, США) — сальвадорський футболіст, який виступає на позиції півзахисника та нападника за «Чикаго Файр» та збірну Сальвадору.

## Клубна кар'єра
Альварес у 2003 році був обраний «Сан-Хосе Ерсквейкс» під 13 номером драфту. 19 квітня 2004 року Артуро дебютував, вийшовши на заміну в матчі проти «Канзас-Сіті Візардз». У першому сезоні Альварес провів 15 матчів, з них 5 в основному складі.
У 2005 році Артуро перейшов в «Даллас». Перший матч за новий клуб Альварес провів 30 квітня 2005 проти «Лос-Анджелес Гелексі».
Під час плей-оф Кубка MLS 2007 у другому півфінальному матчі конференції проти «Х'юстон Динамо», при рахунку 1:0 на користь «Далласа» на 47 хвилині матчу Артуро був вилучений з поля. «Даллас» пропустив 4 м'ячі та вилетів з розіграшу Кубка MLS. В «Далласі» Альварес провів 3 сезони, взяв участь у 88 матчах і забив 11 м'ячів.
У 2008 році Альварес повернувся в «Сан-Хосе Ерсквейкс». «Даллас» обміняв його на право вибору в першому раунді Драфту 2009 і грошову винагороду. У своєму першому ж матчі після повернення Артуро відзначився забитим голом. 24 листопада 2010 року сальвадорець був обраний в 10 раунді Драфту розширення «Портленд Тімберз», але був тут же обміняний в «Реал Солт-Лейк» за право вибору в другому раунді Драфту 2011.
Після закінчення сезону 2011, «Солт-Лейк» не продовжив контракт з Альваресом, і він вирішив взяти участь у Ре-драфті MLS 2011. 5 грудня 2011 року Артуро був обраний «Чівас США». Проте в січні 2012 рік гравець підписав дворічну угоду з португальським клубом «Пасуш ді Феррейра». У першому сезоні провів 9 матчів і забив 2 голи.
7 лютого 2013 року Альварес був відданий в оренду до кінця сезону в угорський клуб «Відеотон». Після успішного виступу сальвадорця керівництво клубу ухвалило рішення про його придбання, в червні 2013 року Артуро підписав дворічний контракт з «Відеотоном». Влітку 2015 році став вільним агентом.
3 березня 2016 року, після успішного передсезонного збору з клубом, Альварес був підписаний «Чикаго Файр».

## Кар'єра в збірній
Артуро виступав за юнацькі та молодіжні збірні США, проте в головну команду ніколи не викликався.
Бувши сальвадорського походження, 2009 року Альварес вирішив виступати за збірну Сальвадору, куди його запросив тренер Карлос де лос Кобос. 13 серпня 2009 року в рамках відбіркового турніру до чемпіонату світу 2010 року він провів свій перший матч.
У 2011 році Альварес був включений в заявку збірної на Кубок КОНКАКАФ 2011. На турнірі Артуро провів 2 гри. У матчі проти збірної Куби він забив свій перший м'яч за збірну.